# 빙하기

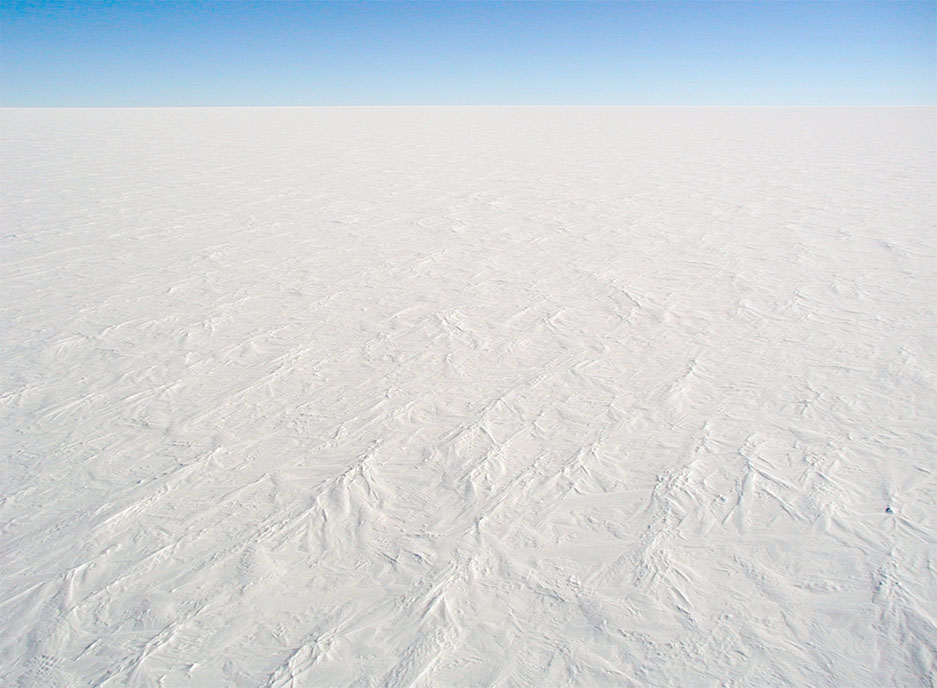
극지방의 빙상, 이 빙상이 빙하기에는 확장되었다

빙하기(氷河期, 영어: ice age)는 지구의 기온이 오랜 시간 동안 하강하여 남북 양극과 대륙, 산 위의 얼음층이 확장되는 시기를 의미한다.
빙하학적으로는 빙하기라는 말은 남반구와 북반구에 빙상이 확장한 특정 시기를 의미하며, 이 정의에 의하면 그린란드와 남극의 빙상이 존재하는 현재도 지구는 빙하기에 있는 것이다.
과거 수백만 년 전의 빙하기는 일반적으로 북아메리카와 유럽 대륙으로 빙상이 확대된 한랭기를 가리킨다. 아시아 지역은 빙상이 발달하지 않았고 한랭 지대가 확장된 것 같다. 이런 의미에서 마지막 빙하기는 10,000년 전에 종료되었다고 할 수 있다. 약 1만 년 전에 끝난 빙하기를 마지막 빙하기로 표현하고 있지만, 과학자의 상당수는 '빙하기'가 끝난 것이 아니라 '빙기'가 끝났다고 생각하며, 현재를 《빙기》와 빙기의 사이인 《간빙기》라고 생각하고 있다. 때문에 최종빙기 종료후부터 현재까지의 기간을 '후빙기'라고 부르기도 한다.
여기서는 빙하학적인 의미로 사용하며, 빙하기 내의 추운 시기를 빙기(glacial), 비교적 따뜻한 시기를 간빙기(interglacial)라고 부른다.
빙하기가 중요한 것은 인류의 진화와 함께하기 때문이다. 빙기가 찾아오면 해안선이 극단적으로 멀어져서, 육상의 거의 대부분이 얼음으로 덮인다. 때문에 동식물도 격감하며, 동식물로 수렵과 채집 생활을 하는 인류에게 큰 타격이었다. 빙기의 환경에서 지상 생활을 시작한 뒤 두 발 보행을 시작해 인류가 되었다는 것이 통설이다.

## 빙하기 이론의 기원
유럽의 산악 지대에 사는 사람들은 과거에 빙하기보다 넓게 퍼져 있었다는 것은 일반적인 상식이며, 차펜티어(Jean de Charpentier)는 이 설을 지지하는 증거를 정리하였다. 1836년 이 이론을 루이 아가시(Louis Agassiz)에게 납득을 시켰고, 아가시는 《빙하에 대한 연구(Étude sur les glaciers)》라는 책을 1841년에 출판했다.
이 최초의 단계에서 연구된 것은 현재의 빙하기 중에서 과거 수십만 년 전에 일어난 빙기에 대한 것이었고, 그 이전 빙하기의 존재에 대해서는 상상도 하지 못했다.
빙기의 증거는 여러 가지 형태로 얻을 수 있다. 바위가 쓸려 있거나, 깎인 흔적이나 그러한 침식작용을 받아온 독특한 형상의 바위, 빙하의 끝이나 주변에 퇴적된 것들, 독특한 빙하 지형인 드럼 린이나 빙하골짜기 등, 티르나 틸러 실 등의 빙하 퇴적물 등이다. 그러나 반복해 일어나는 빙하 작용이 그 이전의 빙하작용의 지질학적 증거를 변형하거나 없애기 때문에 해석을 어렵게 하여 현재의 이론까지 도달하는 데에는 많은 시간이 소요되었다.
최근에는 빙상의 핵이나 해저퇴적물의 핵을 해석하여, 빙기, 간빙기의 과거 수백만 년 전을 분석하는 것이 가능하게 되었다.

## 대표적인 빙하기

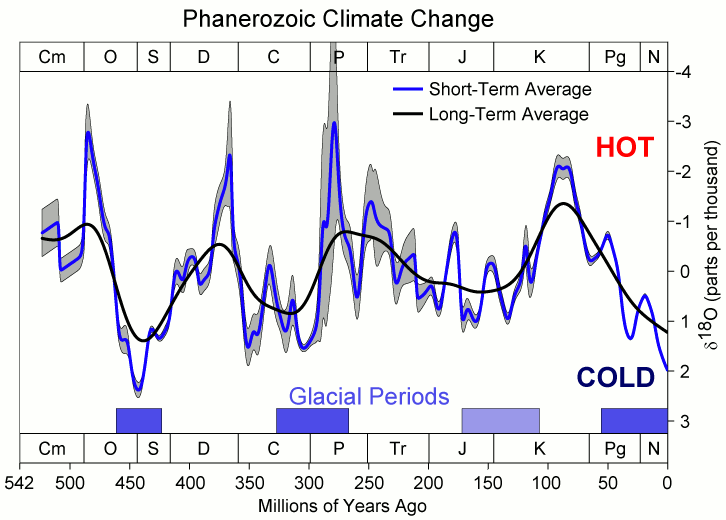
과거 5억 년간의 기후 변화(횡축은 단위백만 년 전, 세로축은 온도 지표)

과거 지구 상에는 적어도 네 번 이상의 큰 빙하기가 있었다.
24억 년 전에서 21억 년 전 무렵의 원생대 초기에 가장 오래된 빙하기(휴로니안 빙기 Huronian glaciation)가 있었던 것이 가설로서 생각되고 있다. 증거가 남아있는 것 중 가장 오래된 것은 7억 5천만 년 전부터의 빙하기인 스타티안 빙기(Sturtian glaciation, 약 7억 년 전)와 마리노아 빙기(Marinoan glaciation, 약 6.4억 년 전)로 과거 10억 년 중 가장 어려운 시기였던 것으로 추측된다. 소위 눈덩이 지구라고도 하는 이 빙하기는, 지상으로부터 약 3Km 높이의 얼음 장벽들이 양 극점에서 얼기 시작하여 적도에서 만나 완전히 지구를 흰 눈덩이처럼 에워 감쌌다고 한다. 이 빙하기는 캄브리아기의 지속된 폭발로 끝났다고 알려져 있지만, 이 빙하기에 관련한 것들은 지금까지도 계속 논쟁 중이다.
고생대에는 4억 6천만 년 전부터 4억 3천만 년 전에 걸쳐 작은 빙하기(안데스-사하라 빙기 Andean-Saharan glaciation)가 있었고 이 빙하기는 화성과 목성 사이의 소행성이 폭발할 때 발생한 먼지가 우주공간을 이동해 지구에까지 도달하고 지구의 대기를 덮으며 이전과 다른 기온을 만들어내 발생한 빙하기라는 설이 있다. 같은 고생대인 3억 6천만 년 전에서 2억 6천만 년 전 사이에도 빙하의 확대기인 카루빙기(Karoo Ice Age)가 있었으며, 이때에는 많은 생물들이 대량으로 멸종되었다.

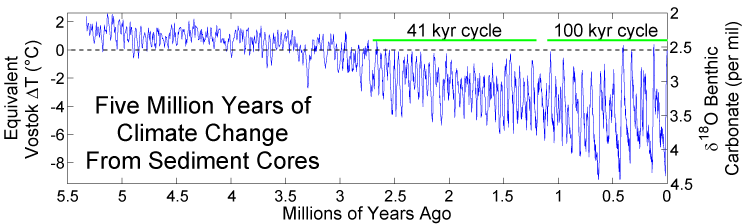
과거 5백만 년간의 빙하기, 간빙기의 변동을 나타내는 퇴적물의 기록(세로는 지구 상의 빙상량, 가로는 백만 년 단위

현재의 빙하기는 4000만 년 전의 남극 빙상의 성장에 의해 시작되어, 300만 년 전부터 일어난 북반구의 빙상의 발달과 함께 규모가 확대되었다. 플라이스토세, 즉 갱신세로 진행됨에 따라 더욱 격렬해져, 그 무렵부터 빙상의 확대와 후퇴를 반복하다 4만 년과 10만 년의 주기로 온 세상에서 볼 수 있게 되었다. 마지막 빙기인 최종빙기는 약 1만 년 전에 끝났다.

## 빙하기와 간빙기

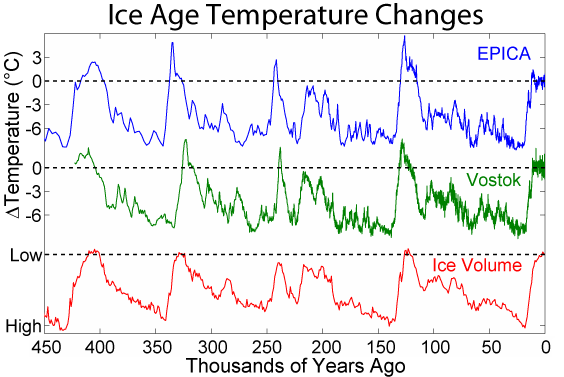
과거 45만 년간의 기후변화와 빙상량의 변화(가로는 천년 단위)

각각의 빙하기 사이에는 수 백만 년 계속되는 온난한 기간이 여러 번 있었고, 그 사이에도 온난한 시기와 추운 시기가 있었다. 보다 추운 시기를 빙하기라고 하며, 따뜻한 시기를 간빙기라고 부른다.
가장 최근에 빙하기가 끝난 것은 약 1만 년 전이며, 현재는 전형적인 간빙기가 1만 2000년 정도 계속되고 있다고 생각된다. 빙상 핵 데이터에 의한 정밀한 시기 단정은 어려우며, 세계적인 한랭화를 가져오는 새로운 빙하기가 머지않아 시작될 가능성도 있다. 현재 온실 효과로 인한 인위적인 요인이 어떤 영향을 미칠 것이라고 추측되고 있다. 지구 궤도 요소에 대한 최신 연구에서 인간 활동의 영향이 없어서 현재의 간빙기는 적어도 5만 년은 지속될 것이라고 추측하고 있다.
빙하기와 간빙기의 변동에 관련하여, 미국 방송이 전문가에게 의뢰해 작성한 《지구온난화의 영향에 의한 대규모 기후 변동을 가정한 안전 보장 보고서》(Schwartz, P. and Randall, D. 2003)의 존재가 2004년에 표면화되어 주목을 끌었다. 그 보고서에 따르면 지구온난화에 의한 해류의 변화가 원인으로, 북반구에서는 2010년부터 평균 기온이 내려가기 시작해 2017년에는 평균 기온이 7~8°C 내려가며, 반면 남반구에서는 급격하게 온도가 올라 강수량은 줄어들고, 가뭄 등의 자연 재해가 일어날 것으로 예측되었다.

## 같이 보기
- 신생대
- 눈덩이 지구
- 밀란코비치 주기